# Малатеста IV Малатеста ди Соляно
Вижте пояснителната страница за други личности с името Малатеста Малатеста.
Малатеста IV Малатеста ди Соляно (на италиански: Malatesta IV Malatesta di Sogliano; † 1650, Рим) от кадетския клон Малатеста от Соляно на рода Малатеста е суверенен и последен граф на Соляно през 1624 г., граф на Сан Джовани ин Галилея, паж на херцога на Урбино Франческо Мария II дела Ровере. 

## Произход
Той е син на Семпронио Малатеста ди Соляно (* 1528, † 1624), граф на Сан Джовани ин Галилея през 1577 г. и граф на 1/2 от Соляно през 1593 г., и на съпругата му Фулвия Ардичи от Пезаро. Има един брат и три сестри:
- Джулио Чезаре († 1613), съпруг на дъщерята на Тибери Астали от Рим
- Дораличе, монахиня
- Франческа, монахиня
- Сестра

## Биография
Изгонен от двора през 1607 г., през 1622 г. той отива в Римини, облечен като просяк.
Заплашва сестра на кардинал Тонти, от която иска дъщеря за съпруга и по искане на бащата е преследван и осъден на конфискация на имуществото с присъда от 25 ноември 1622 г. Въпреки това присъдата не е изпълнена до 1640 г.

## Брак и потомство
Жени се два пъти:
∞ 1. 1621 г. за Медея Малатеста
∞ 2. за Дона Чечилия Теодоли.